# Geo Omori
Jyoji Omori (Tóquio, 1898 – Belo Horizonte, 2 de março de 1938), ou Geo Omori como ficou conhecido no Brasil, foi um artista marcial japonês que contribuiu para a criação do jiu-jitsu brasileiro.

## Biografia
Omori Nasceu em Tóquio, em 1898. Em 1907, quando tinha nove anos, ingressou no Instituto Kodokan. Em 1915, aos 17 anos, graduou-se faixa preta em judo. Ele foi aluno de Tokugoro Ito e colega de Sanpo Toku.

### Migração
Omori mudou-se para o Brasil na década de 1920, ensinando jiu-jitsu e judo no Rio de Janeiro. Em 1931, abriu a primeira escola de jiu-jitsu de São Paulo, no Edifício Martinelli. Mais tarde ele se tornaria instrutor de outro importante fundador do jiu-jitsu brasileiro, o mestre Luiz França.

### Carreira como lutador
Omori foi um dos primeiros competidores proeminentes de artes marciais mistas de sua época. Ele ajudou a iniciar a tendência do Vale Tudo das décadas de 1920 e 1930 no Brasil. Geo tinha um extenso histórico de lutas envolvendo lutadores de vários estilos, incluindo capoeira, boxe e luta livre.
Omori lutou contra membros da família Gracie, incluindo George e Carlos Gracie, com quem tinha uma grande rivalidade. Seu primeiro confronto contra Carlos aconteceu em 6 de janeiro de 1924, em um duelo que terminaria empatado. “Omori foi o primeiro adversário que enfrentei em público e o mais difícil”, disse Carlos. Em 1930, Omori voltou a enfrentar Carlos em um duelo sem regras. Carlos aplicou uma chave de braço em Omori, que não desistiu e teve o braço quebrado. Em 1933, Omori enfrentou George Gracie em duas oportunidades, em 8 de abril e 23 de dezembro. Ambas as lutas terminaram empatadas.

### Morte
Geo Omori faleceu em 1938, em Belo Horizonte. Sua morte prematura foi atribuída a intoxicação alimentar.